# European Film Awards 1997
La 10ª edizione della cerimonia di premiazione dei European Film Awards si è tenuta il 7 dicembre 1997 all'Hangar 2, presso l'ex aeroporto di Tempelhof di Berlino, Germania e presentata da Tania Bryer.

## Vincitori e candidati
Vengono di seguito indicati in grassetto i vincitori.
Ove ricorrente e disponibile, viene indicato il titolo in lingua italiana e quello in lingua originale tra parentesi.
Miglior film
- Full Monty - Squattrinati organizzati (The Full Monty), regia di Peter Cattaneo ( Regno Unito)
- Capitan Conan (Capitaine Conan), regia di Bertrand Tavernier ( Francia)
- Il paziente inglese (The English Patient), regia di Anthony Minghella ( Regno Unito)
- Il quinto elemento (Le cinquième élément), regia di Luc Besson ( Francia)
- Il cerchio perfetto (Savrseni krug), regia di Ademir Kenović ( Bosnia ed Erzegovina)
- Il ladro (Vor), regia di Pavel Chukhraj ( Russia)

Miglior attore
- Bob Hoskins - Ventiquattrosette (24 7: Twenty Four Seven)
- Philippe Torreton - Capitan Conan (Capitaine Conan)
- Jerzy Stuhr - Storie d'amore (Historie miłosne)
- Mario Adorf - Rossini

Miglior attrice
- Juliette Binoche - Il paziente inglese (The English Patient)
- Katrin Cartlidge - Ragazze (Career Girls)
- Brigitte Roüan - Post coïtum animal triste
- Emma Thompson - L'ospite d'inverno (The Winter Guest)

Miglior rivelazione
- Bruno Dumont, L'età inquieta (La Vie de Jésus)

Miglior sceneggiatura
- Chris Vander Stappen e Alain Berliner - La mia vita in rosa (Ma vie en rose)
- Andrei Kurkov - Prijatel' pokojnika
- Ademir Kenović e Abdulah Sidran - Il cerchio perfetto (Savrseni krug)

Miglior fotografia
- John Seale - Il paziente inglese (The English Patient)
- Ron Fortunato - Niente per bocca (Nil by Mouth)
- Tibor Máthé - I fratelli Witman (Witman fiúk)

Miglior documentario
- Gigi, Monica... et Bianca, regia di Yasmina Abdellaoui e Benoît Dervaux ( Belgio)

 Miglior film internazionale 
- Hana-bi - Fiori di fuoco (Hana-bi), regia di Takeshi Kitano ( Giappone)
- Donnie Brasco, regia di Mike Newell ( Stati Uniti)
- Tutti dicono I Love You (Everyone Says I Love You), regia di Woody Allen ( Stati Uniti)
- Jerry Maguire, regia di Cameron Crowe ( Stati Uniti)
- Romeo + Giulietta di William Shakespeare (Romeo + Juliet), regia di Baz Luhrmann ( Stati Uniti)
- Swingers, regia di Doug Liman ( Stati Uniti)

Contributo europeo al cinema mondiale
- Miloš Forman  - Larry Flynt - Oltre lo scandalo (The People vs. Larry Flynt)

Premio FIPRESCI
- Viaggio all'inizio del mondo (Viagem ao principio do mundo), regia di Manoel de Oliveira ( Portogallo)

Premio alla carriera
- Jeanne Moreau

Premio del pubblico
Miglior film
- Full Monty - Squattrinati organizzati (The Full Monty), regia di Peter Cattaneo ( Regno Unito)

Miglior attore
- Javier Bardem

Miglior attrice
- Jodie Foster